# Transformers: A fenevadak kora
A Transformers: A fenevadak kora (eredeti cím: Transformers: Rise of the Beasts) egy 2023-ban bemutatott amerikai tudományos-fantasztikus akciófilm, amely a Hasbro Transformers játékvonalán alapul, és elsősorban a Beast Wars sztorivonala befolyásolja. A film a Transformers filmsorozat hetedik része, és az ŰrDongó önálló folytatása. A filmet Steven Caple Jr. rendezi Joby Harold, Darnell Metayer, Josh Peters, Erich Hoeber és Jon Hoeber forgatókönyvéből. A főszerepben Anthony Ramos és Dominique Fishback szerepel Luna Lauren Vélez, Dean Scott Vazquez és Tobe Nwigwe mellett, valamint szinkronhangként szerepel Ron Perlman, Peter Dinklage, Michelle Yeoh, Liza Koshy, Michaela Jaé Rodriguez, Pete Davidson, Colman Domingo, Cristo Fernández, Tongayi Chirisa, és a franchise visszatérő hangjai, Peter Cullen, John DiMaggio és David Sobolov.
Az ŰrDongó kritikai és kereskedelmi sikerét követően a Paramount és a Hasbro 2019 elején bejelentette a folytatást. 2020 novemberében felvették Steven Caple Jr.-t a film rendezőjének. 2021-re Anthony Ramost és Dominique Fishbacket a főbb emberi szerepekre osztották, a film részleteit pedig azon a nyáron tárták fel a Paramount által szervezett virtuális rendezvényen. Michael Bay, aki az első öt élőszereplős Transformers filmet rendezte és az ŰrDongó producere is volt, ismét produceri feladatokat lát el. A franchise-ban első alkalommal az emberi főszereplők és a film rendezője is színes bőrűek. A fő forgatás 2021 júniusa és októbere között zajlott, olyan forgatási helyszíneken, mint Los Angeles, Peru, Montréal és New York City.
A film a tervek szerint 2023. június 9-én jelenik meg az Egyesült Államokban a Paramount Pictures gondozásában. Magyarországon egy nappal korábban, 2023. június 8-án debütál a magyar mozikban a UIP-Dunafilm forgalmazásában.
A film szinkronját a magyar változat készítői az elhunyt Szélyes Imre emlékének ajánlották, aki 2009-től 2022-ig volt Optimus Prime magyar hangja, a korábbi Transformers filmekben, illetve a Transformers: Prime, a Transformers: Robots in Disguise, a Transformers: Cyberverse és a Transformers: FöldSzikra című rajzfilmsorozatokban.

## Cselekmény
1994-ben két brooklyni egy ősi konfliktusba keveredik az Autobotokkal való kaland során, amely a Transformerek fajának három frakciójához kapcsolódik: a Maximálokhoz, a Predaconokhoz és a Terrorconokhoz. Ami később az eljövendő sötétség, az Unicron érkezéséhez vezet.

## Szereplők

### Emberek
- Anthony Ramos mint Noah Diaz (magyar hangja Ember Márk), volt katonai elektronikai szakértő, aki családjával Brooklynban él, és megpróbálja támogatni őket.
- Dominique Fishback mint Elena Wallace (magyar hangja Menczel Andrea), műtárgykutató és gyakornok egy múzeumban.
- Luna Lauren Vélez mint Breanna Diaz (magyar hangja Nádasi Veronika), Noah anyja.
- Tobe Nwigwe mint Reek (Ájer) (magyar hangja Gémes Antos), Noah barátja, aki rábeszéli őt, hogy lopjon el egy autót. Nwigwe karaktere a filmben Steven Caple Jr. rendezővel közös legjobb barátján alapult, aki a forgatás előtt, 2021-ben meghalt.
- Dean Scott Vazquez mint Kris Diaz (magyar hangja Kovács András Bátor), Noah öccse.
- Sarah Stiles mint Jillian Robertson (magyar hangja Balsai Móni), Elena főnöke, aki nem igazán ismeri el a munkáját.
- Michael Kelly mint Burke ügynök (magyar hangja Forgács Péter), a GI Joe titkos toborzója.
- Aidan Devine mint Bishop (magyar hangja Ifj. Fillár István), egy nagy cég biztonsági vezetője, aki lemondja a Noahval való állásinterjút.
- Leni Parker mint Mrs. Greene (magyar hangja Molnár Zsuzsa), a New York-i River Park korház adminisztrátora.
- Lucas Huarancca mint Amaru, az andoki hegyvidékiek leszármazottja, akik évszázadokon át védték a földjükön élő Maximálokat.

### Autobotok
- Peter Cullen, mint Optimus Prime (Optimusz Fővezér) (magyar hangja Horányi László), az Autobot ellenállás vezetője, aki egy piros 1987-es Freightliner FLA félteherautóvá változik.
- Bumblebee (Űrdongó), egy Autobot felderítő, aki egy módosított, sárga-fekete 1970-es évekbeli Chevrolet Camarová változik, terepjáró kiegészítőkkel.
- Pete Davidson, mint Mirage (Délibáb) (magyar hangja Dér Zsolt), egy Autobot kém, aki hologramokat tud vetíteni, és egy ezüst-kék Porsche 964 Carrera RS 3.8-ra változik át.
- Liza Koshy, mint Arcee (Arszi) (magyar hangja Réti Adrienn), egy Autobot kommandós, aki piros-fehér Ducati 916-os motorkerékpárrá változik.
- Cristo Fernández, mint Wheeljack (Kormányos Jack) (magyar hangja Hamvas Dániel), egy Autobot tudós és szerelő, aki barna-fehér 1970-es évekbeli Volkswagen Type 2 panelbusszá változik.
- John DiMaggio, mint Stratosphere (Sztratoszféra) (magyar hangja Ficzere Béla), egy Autobot légi-katona, aki Fairchild C-119 Flying Boxcar teherszállító repülőgéppé változik, amely szállítja az Autobotokat földkörüli kalandjuk során.

### Maximálok
- Ron Perlman, mint Optimus Primal (Optimusz Falkavezér) (magyar hangja Gáti Oszkár), a Maximálok vezetője, aki nyugati gorillává változik.
- Michelle Yeoh, mint Airazor (Légpenge) (magyar hangja Fehér Anna), egy Maximál harcos, aki vándorsólyommá változik.
- David Sobolov, mint Rhinox, egy Maximál kommandós, aki északi szélesszájú orrszarvúvá változik át.
- Tongayi Chirisa, mint Cheetor (Gepárd) (magyar hangja Zöld Csaba), egy Maximál felderítő, aki gepárddá változik.
- David Sobolov, mint Apelinq (magyar hangja Kőrösi András), a Maximálok korábbi vezetője Optimusz Falkavezér előtt.

### Terrorconok
- Peter Dinklage, mint Scourge (Ostor) (magyar hangja Ifj. Jászai László), a Terrorconok vezetője és egy trófeavadász, aki egy fekete Peterbilt 359-es fakitermelő félteherautóvá változik.
- David Sobolov, mint Battletrap (Csatacsapda) (magyar hangja Albert Péter), egy Terrorcon, aki narancssárga 1980-as évekbeli GMC TopKick C7000 vontatóvá változik.
- Michaela Jaé Rodriguez, mint Nightbird (Éjmadár) (magyar hangja Varga Klára), egy Terrorcon, aki Nissan Skyline GT-R R33-ra változik. Rodriguez az első transznemű színész, aki szinkronizál a franchise történetében.
- Freezer és Novakane, két Söprögető, Ostor személyes vadászi, akik a testébe vannak beépítve.
- The Sweeps (a Söprögetők), egy pókszerű Terrorconokból álló sereg.

### Egyéb alakváltók
- Scorponoks (Skorpiók), egy Predacon drónokból álló sereg, akik mohával borított skorpiókká változnak, hűen az első filmben szereplő Álca névrokonukhoz.
- Colman Domingo mint Unicron (magyar hangja Kőszegi Ákos), egy világfaló bolygó méretű Transformer, aki a Terrorconok parancsnoka.
- John DiMaggio, mint Transit, egy Álca aki egy kék és fehér színű Ex-STM 14-110-es busszá változik. Az ő jeleneit kivágták a filmből.

## Magyar változat
A szinkront a Mafilm Audio Kft. készítette. Forgalmazza a UIP-Duna Film.
- Főcím: Galambos Péter
- Magyar szöveg: Speier Dávid
- Felvevő hangmérnök: Jacsó Bence
- Vágó: Kajdácsi Brigitta
- Gyártásvezető: Kincses Tamás
- Szinkronrendező: Tabák Kata
- Produkciós vezető: Hagen Péter

További magyar hangok: Bartók László, Bergendi Áron, Bordás János, Fehérváry Márton, Ince Sára, Makray Gábor, Nádorfi Krisztina, Németh Attila István, Pásztor Tibor, Szabó Szása, Szórádi Erika, Téglás Judit